# Equisetum montellii
Equisetum montellii är en fräkenväxtart som beskrevs av Ilmari Hiitonen. Equisetum montellii ingår i släktet fräknar, och familjen fräkenväxter. Inga underarter finns listade i Catalogue of Life.